# 原電エンジニアリング
原電エンジニアリング株式会社（げんでんエンジニアリング、英:Nuclear Engineering and Services Company）は東京都千代田区に本社を置く日本原子力発電の連結子会社である。
平成27年7月1日に原電事業株式会社が原電ビジネスサービス株式会社、原電情報システム株式会社を吸収合併し現商号に変更した。

## 概要
原電エンジニアリング株式会社は、平成27年7月1日、日本原子力発電株式会社の連結子会社である原電事業株式会社が原電ビジネスサービス株式会社、原電情報システム株式会社を吸収合併し、商号を変更し設立された。
主な事業は、発電所等の保守、放射線管理、発電所附帯施設の運営、 情報処理システムの開発・保守 である。

## 沿革
- 1973年（昭和48年）‐ 原電事業株式会社が設立。
- 1980年（昭和55年）‐ 原電工事株式会社が設立
- 1990年（昭和60年）‐ 原電ビジネスサービス株式会社が設立。
- 1996年（平成8年）‐ 原電情報システム株式会社が設立。
- 1998年（平成10年）‐ 原電工事が使用済核燃料輸送容器データ改竄事件に関わる。
- 1999年（平成11年）‐ 原電事業と原電工事が合併。
- 2015年（平成27年）‐ 原電事業が原電ビジネスサービス、原電情報システムを吸収合併。現商号に変更[2]。

## 不祥事

### 使用済み核燃料輸送容器データ改竄
1998年に、福島第二原発から六ヶ所再処理工場へ使用済み核燃料が運ばれたが、その際に使われた原燃輸送保有のNFT型輸送容器の中性子遮断財の分析データが捏造・改ざんされていることが発覚した。
改ざんは、発注側である原電工事がデータを分析した日本油脂に対して書き換えを指示して行われた。

## 注脚
1. 1 2  原電エンジニアリング株式会社 第52期決算公告
2. 1 2 3  平成27年度決算概況について - 日本原子力発電株式会社
3. ↑  日本原子力発電株式会社 関連会社 事業概況
4. ↑  朝日新聞1998年10月10日付朝刊2面、『原発をすすめる危険なウソ』 p. 152
5. ↑  朝日新聞1998年10月10日付朝刊2面